# Spectral Mornings
Albums de Steve Hackett
Please Don't Touch!
(1978) Defector
(1980)
Singles
1. Clocks
Sortie : 1979
2. Every Day
Sortie : 1979

Spectral Mornings est le troisième album studio du guitariste Steve Hackett, sorti en mai 1979.

## Histoire
Après la sortie de son deuxième album, Please Don't Touch!, Steve Hackett décide de partir en tournée pour le promouvoir et pour cela il doit s'entourer d'un groupe. En plus de son frère John (en), Steve recrute Dik Cadbury (en) à la basse, Peter Hicks au chant, Nick Magnus aux claviers et John Shearer à la batterie. C'est avec ces mêmes musiciens qu'il décide d'enregistrer Spectral Mornings en janvier et février 1979 dans les studios Phonogram d'Hilversum aux Pays-Bas.
Produit par Hackett avec John Acock, l'album est publié en mai 1979 sur les labels Charisma Records au Royaume-Uni et Chrysalis Records (aux États-Unis. Il se classe à la 22e place des charts britanniques et entre dans le classement américain du Billboard 200 à la 138e position.
Comme pour les albums précédents de Hackett, la pochette est l'œuvre de sa compagne d'alors, Kim Poor.

## Fiche technique

### Titres
Toutes les chansons sont écrites et composées par Steve Hackett, sauf mention contraire.
| 1. | Every Day                                                  | 6:14 |
| 2. | The Virgin and the Gypsy                                   | 4:27 |
| 3. | The Red Flower of Tachai Blooms Everywhere                 | 2:05 |
| 4. | Clocks – The Angel of Mons                                 | 4:17 |
| 5. | The Ballad of the Decomposing Man (incl. The Office Party) | 3:49 |

| 6. | Lost Time in Cordoba | 4:03 |
| 7. | Tigermoth            | 7:35 |
| 8. | Spectral Mornings    | 6:33 |

En 2005, Spectal Mornings est réédité au format CD par Camino Records, la maison de disques fondée par Hackett, avec huit titres bonus :
Toutes les chansons sont écrites et composées par Steve Hackett, sauf Etude in A Minor (Matteo Carcassi) et Blood on the Rooftops (Phil Collins, Steve Hackett).
| 9.  | Everyday (autre mix)                                                                              | 7:08 |
| 10. | The Virgin and the Gypsy (autre mix)                                                              | 4:29 |
| 11. | Tigermoth (autre mix)                                                                             | 3:19 |
| 12. | The Ballad of the Decomposing Man (autre mix)                                                     | 4:23 |
| 13. | Clocks (version single)                                                                           | 3:37 |
| 14. | Live Acoustic Set – Medley: Etude in A Minor / Blood on the Rooftops / Horizon / Kim (en concert) | 5:40 |
| 15. | Tigermoth (en concert)                                                                            | 3:58 |
| 16. | The Janitor (morceau caché)                                                                       | 1:41 |

### Musiciens
- Steve Hackett : guitare électrique, guitare acoustique, Roland GR-500 sur The Virgin and the Gypsy et Tigermoth, koto sur The Red Flower of Tachai Blooms Everywhere, chant et harmonica sur The Ballad of the Decomposing Man, chœurs sur Every Day et The Virgin and the Gypsy
- John Hackett (en) : flûte traversière, flûte de bambou (en), Moog Taurus sur Clocks – The Angel of Mons
- Dik Cadbury (en) : basse, Pédales Basse Moog Taurus, violon sur The Ballad of the Decomposing Man, chœurs sur Every Day, The Virgin and the Gypsy et Tigermoth
- Peter Hicks : chant sur Every Day, The Virgin and the Gypsy et Tigermoth
- Nick Magnus : claviers, Vox String Thing, Novatron, clavecin, clavinet, piano électrique Fender Rhodes, Minimoog, Roland RS-202 (en) et SH-2000
- John Shearer : batterie, percussions

### Classements
| Pays        | Durée du classement | Meilleur classement |
| ----------- | ------------------- | ------------------- |
| États-Unis  | 4 semaines          | 138e                |
| Royaume-Uni | 11 semaines         | 22e                 |
| Suède       | 4 semaines          | 30e                 |